# Charlotte Hall
Charlotte Hall is een plaats (census-designated place) in de Amerikaanse staat Maryland, en valt bestuurlijk gezien onder St. Mary's County.

## Demografie
Bij de volkstelling in 2000 werd het aantal inwoners vastgesteld op 1214.

## Geografie
Volgens het United States Census Bureau beslaat de plaats een oppervlakte van
13,2 km², geheel bestaande uit land. Charlotte Hall ligt op ongeveer 45 m boven zeeniveau.

## Plaatsen in de nabije omgeving
De onderstaande figuur toont nabijgelegen plaatsen in een straal van 20 km rond Charlotte Hall.